# Companhia Paranaense de Energia
A Companhia Paranaense de Energia (COPEL) é uma empresa brasileira de energia, responsável pela geração, transmissão e distribuição de energia elétrica em todo o território do estado do Paraná.
Até agosto de 2023, o acionista majoritário da empresa era o próprio Governo do Paraná, mas a companhia foi privatizada em uma oferta que movimentou mais de R$ 5,1 bilhões na venda de ações da companhia na Bolsa de Valores Brasileira. 

## História
Foi fundada em 26 de outubro de 1954 pelo então governador Bento Munhoz da Rocha Neto, com o objetivo inicial de construir um sistema elétrico no Paraná, até à época praticamente inexistente.[carece de fontes?]
A Copel abriu seu capital em abril de 1994 na Bovespa (atual B3) e em 1997 foi a primeira empresa do setor elétrico brasileiro a ter suas ações negociadas na bolsa de Nova York (NYSE). Também tem suas ações negociadas desde 2002 na Latibex braço latino-americano da bolsa de valores de Madri.

## Negócios

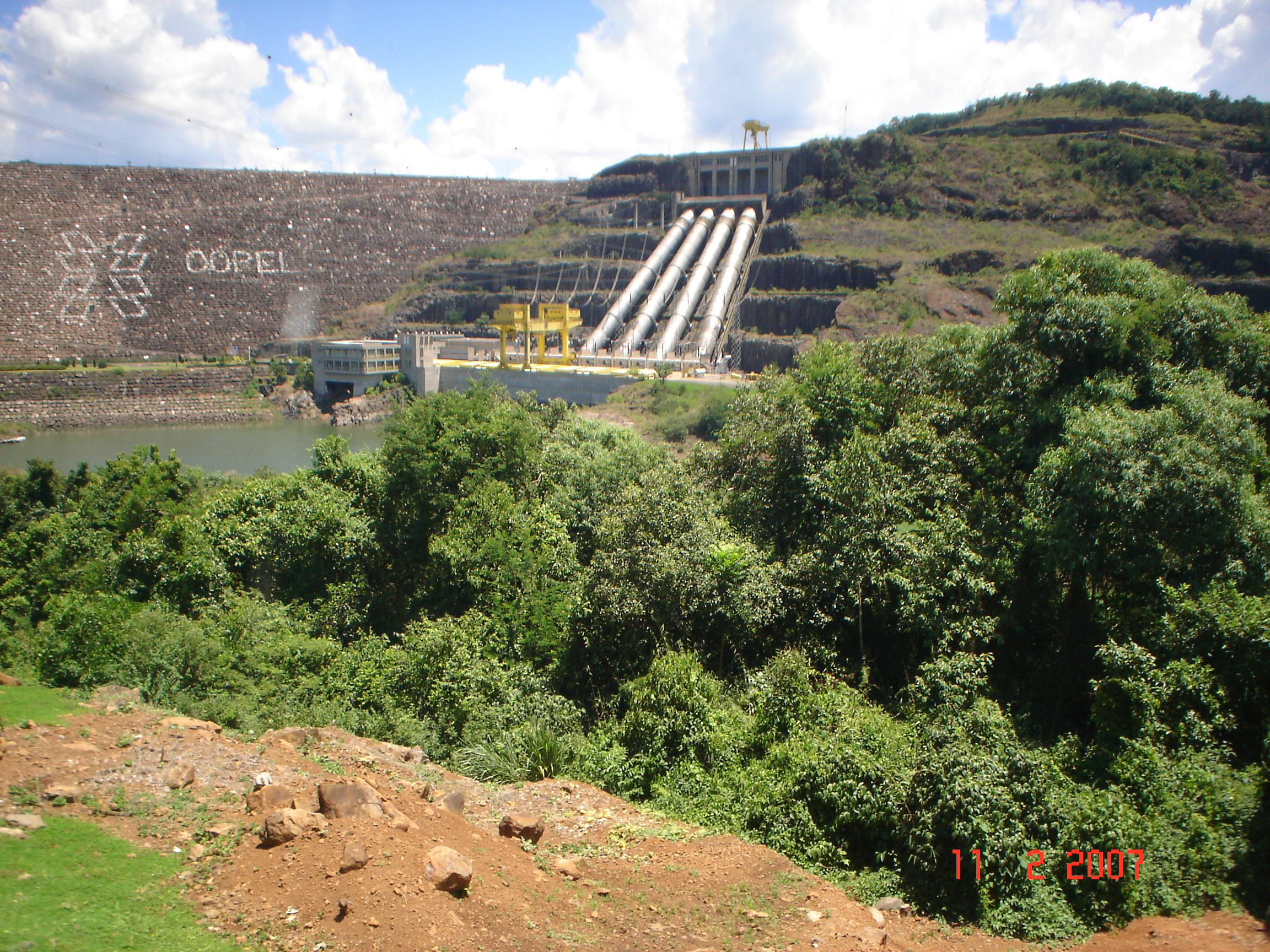
Usina Hidrelétrica Governador Ney Aminthas de Barros Braga da Copel no interior do Paraná, próximo a cidade de Mangueirinha.

### Geração
A Copel opera um parque gerador de 48 usinas próprias, das quais 17 são hidrelétricas, uma termelétrica e trinta eólicas. Detém participação em outros 15 empreendimentos de geração de energia (1 térmica, 8 hidrelétricas, 5 parques eólicos e 1 solar).
A capacidade instalada total dessas usinas é de 6.706,3 megawatts, sendo composto por 94% de fontes renováveis.
A Copel tem a quarta maior capacidade instalada de geração de energia do país, com 3,5% da potência instalada no Brasil.

#### Geração Hidrelétrica
Dentre as hidrelétricas operadas pela Copel estãoː Gov. Bento Munhoz da Rocha Netto (Foz do Areia), Gov. Ney Aminthas de B. Braga (Segredo), Gov. José Richa (Salto Caxias), Gov. Parigot de Souza, Colíder, Guaricana e Bela Vista, além de contar com participações em outras usinas.

#### Geração eólica
O parque eólico da Copel tem capacidade instalada de 779,9 MW, sendo composto por 30 usinas, como os Complexos Eólicos Cutia, Brisa Potiguar, São Bento, Vilas e Bento Miguel no Rio Grande do Norte, e o Complexo Eólico de Palmas, no Paraná.

### Transmissão
No segmento transmissão, a Copel detém uma malha total de 9.616 Km de linha de transmissão e 53 subestações de rede básica, considerando as participações.

### Distribuição
Seu sistema de distribuição é formado por 206.456 km de linhas e 386 subestações. Atende a mais de 4,9 milhões de unidades consumidoras em 395 municípios.

### Comercialização

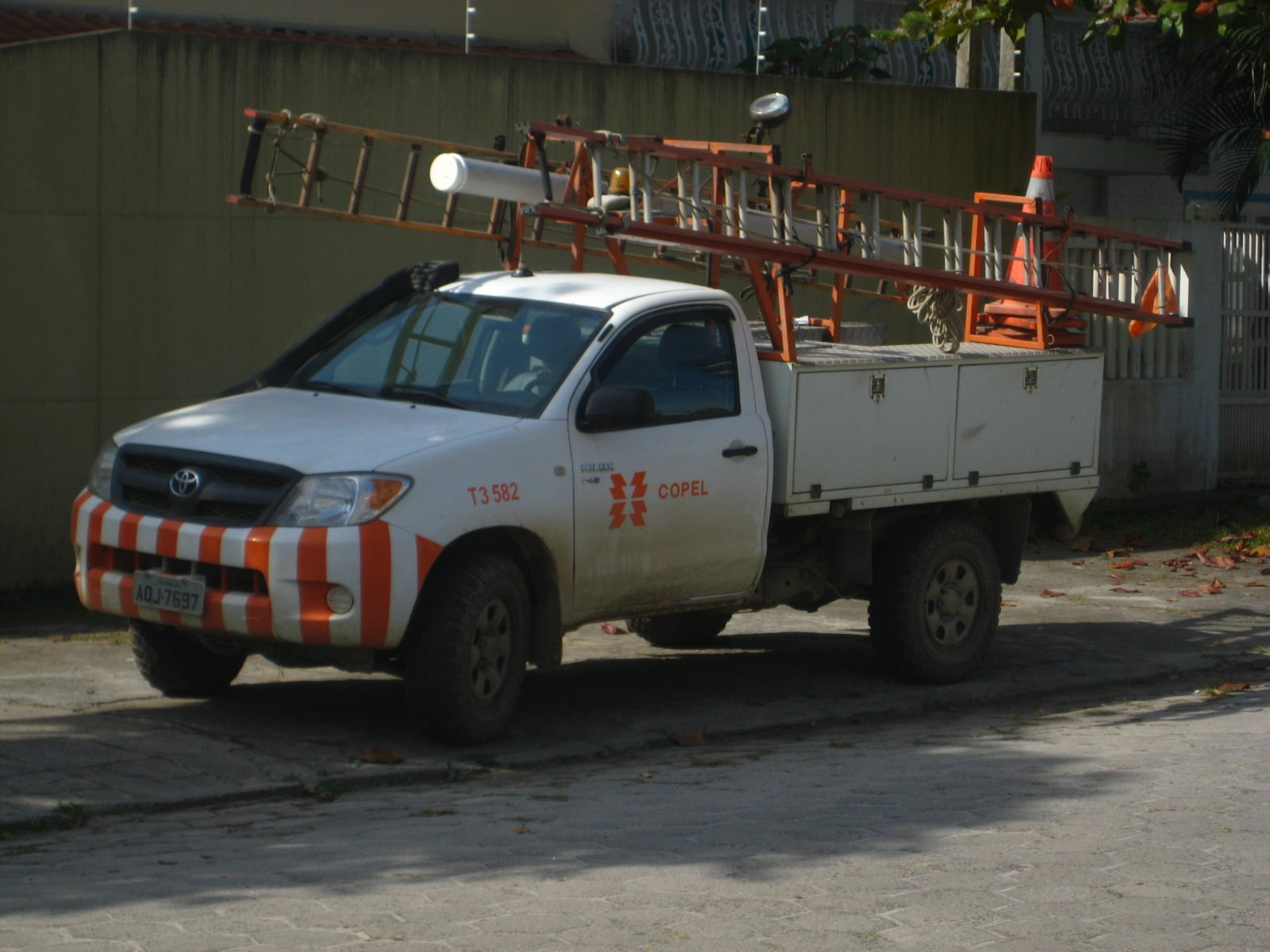
Carro de serviço da Copel

Em 2015, a Copel instituiu uma empresa de comercialização para atuar no Mercado Livre, para atuar na compra e venda de energia, além de prestar consultoria às indústrias que passaram a atuar no segmento.[carece de fontes?]

### Smart Grid
Em Curitiba, a Copel iniciou em 2014 um dos mais avançados programas de redes inteligentes (smart grid) do país, incluindo automação da rede de distribuição, medição remota conjunta de água, luz e energia, além de geração distribuída a partir de múltiplas fontes.[carece de fontes?]

### Pesquisa e desenvolvimento
Por ação própria e em conjunto com o LACTEC e outras importantes entidades de pesquisa tem realizado e desenvolvido diversos produtos que auxiliam na melhoria da qualidade, da confiabilidade e do suprimento dos serviços de energia elétrica, de distribuição de gás, de fontes alternativas e renováveis de energias e de telecomunicações aos cidadãos e empresas de todo o Estado do Paraná.[carece de fontes?]

### Antigos negócios

#### Telecomunicações
Até o ano de 2020, a empresa operava a Copel Telecom, criada no início da década de 1970 para suprir as demandas de comunicação entre usinas, subestações e unidades administrativas da Copel. Nos anos 1990 começou a implantação de um sistema óptico que conectaria todos os 399 municípios do Paraná em 2013. Neste meio tempo, passou a atuar no mercado de varejo com serviços de conectividade, primeiro para empresas e poder público, e desde 2013 para residências. A expansão dos planos de internet fixa de banda extralarga atingiu 63 municípios em 2016, em comparação a seis localidades atendidas em 2013. Em 2016 sua internet foi considerada a mais rápida do Brasil e conectava mais de 2.000 escolas levando internet e comunicação a todos os alunos das escolas públicas do Estado do Paraná. Após dominar em 67% do mercado estadual de serviços em fibras óticas, em 2020 a Copel Telecom caiu em 21,9% deste mercado.
No dia 9 de novembro de 2020, a divisão Copel Telecom foi leiloada na bolsa de valores oficial do Brasil, sendo arrematada por R$ 2,395 bilhões pelo "Bordeaux Fundo de Investimento e Participações Multiestratégia". A venda foi concluída em agosto de 2021 após o aval do Conselho Administrativo de Defesa Econômica (CADE) e o valor final foi de R$ 2,5 bilhões.

#### Distribuição de gás

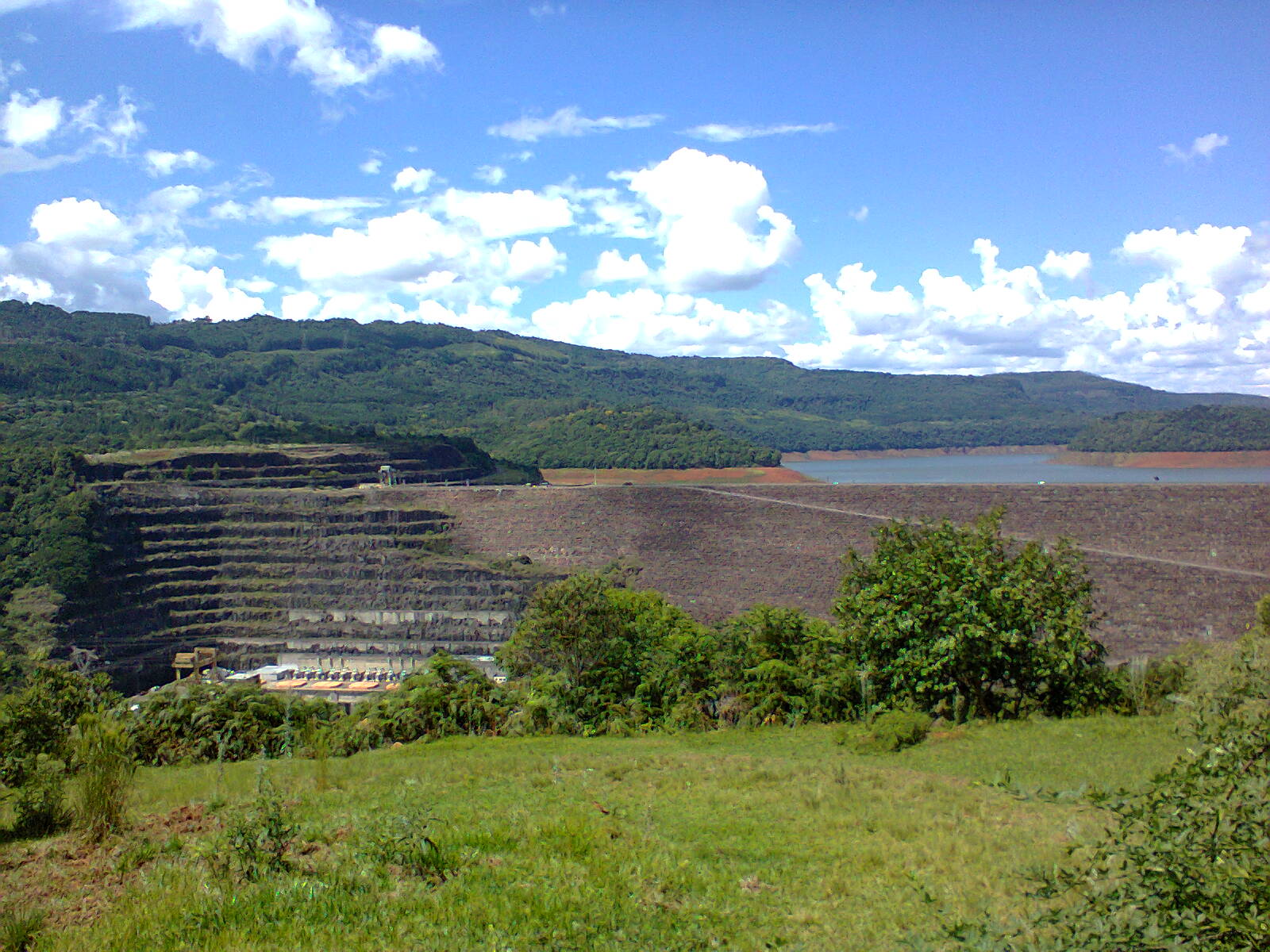
Usina Hidrelétrica de Foz do Areia

Atua na área de distribuição de gás, via empresa Companhia Paranaense de Gás (Compagas) (com 51% das ações), atendendo a sete municípios do Paraná com gás natural para uso de empresas, residências e em veículos.
A Companhia Paranaense de Gás fornece gás para a UTE Araucária, resultado da sociedade entre a Petrobras, com 20% de participação, e a Copel, com 80%.
Em julho de 2024, a Compagas foi vendida pela Copel por R$ 906 milhões para a Compass Gás e Energia, do grupo Cosan.

## Privatização

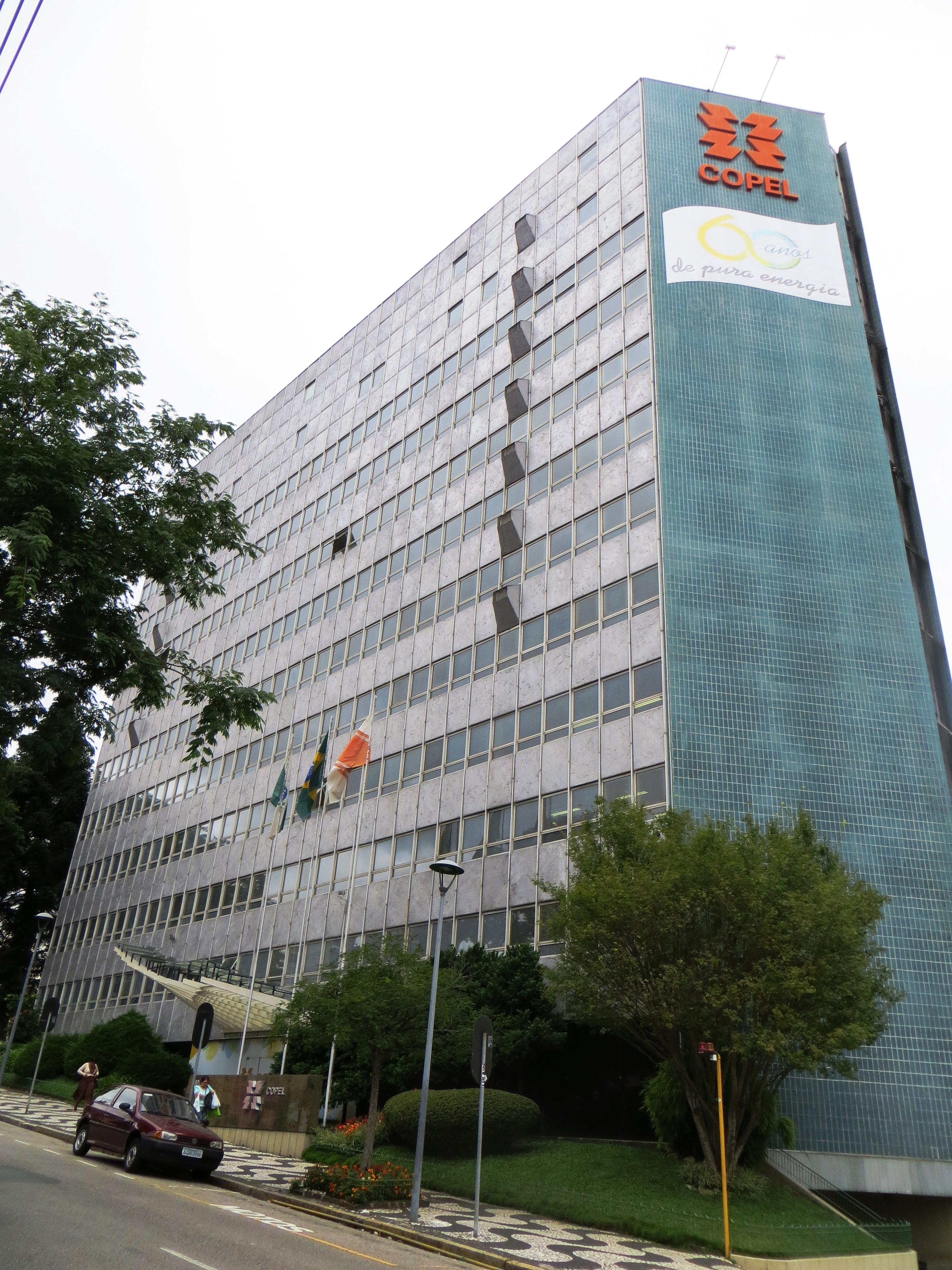
Sede da empresa em Curitiba

Em 21 de novembro de 2022, a Copel informou a intenção do governo do Paraná em transformar da Copel em corporação, mudando o capital da empresa de aberto para disperso e tirando o Paraná da posição de acionista controlador, alegando que a privatização possibilitaria que empresa pudesse manter e prorrogar os contratos de concessão de ativos de geração de energia. No mesmo dia, foi enviado em regime de urgência para a Assembleia Legislativa do Paraná o projeto de lei solicitando a privatização da companhia.
No dia 24 de novembro de 2022, foram realizadas as votações finais nas sessões extraordinárias. Em segunda votação, o projeto de lei foi aprovado por 35 votos favoráveis, contra 13 contrários. A terceira votação, sobre a redação final do texto, foi aprovada com 38 votos favoráveis e 13 contrários.
Pela lei aprovada, o capital total do Paraná sobre a estatal pode ser reduzido de 31,1% para no máximo 15%. Com relação às ações ordinárias, que garantem direito a voto nas assembleias, a participação do governo pode ser reduzida de 69,7% para 10%. O direito de voto dos demais acionistas, sozinhos ou em bloco, também fica limitado ao patamar de 10%. O estado deve manter uma ação de classe especial (“golden share”), com poder de veto, que visa garantir os investimentos da Copel Distribuição, bem como a manutenção do nome da companhia e da sede em Curitiba. O projeto foi inspirado no modelo de privatização da Eletrobras, realizado em 2022.
O novo modelo de controle acionário da Copel ainda teria de ser submetido à apreciação do Tribunal de Contas do Estado do Paraná (TCE-PR). A aprovação recebeu críticas da oposição por tramitar em ritmo acelerado, em apenas três dias, sem realização de audiência pública para expandir o debate sobre o tema. 
Em 21 de julho de 2023, o TCE-PR informou que o procedimento de desestatização não exigia autorização específica da Corte, mas que faria a fiscalização do processo.
Em 26 de julho de 2023, a Copel lançou uma Oferta Pública de Ações (OPA).
Em 02 de agosto de 2023, o Tribunal de Contas da União (TCU) aprovou o pagamento do bônus de outorga de R$ 3,7 bilhões pela Copel, para manter a concessão de três usinas hidrelétricas (Foz do Areia, Segredo e Salto Caxias). A UHE de Foz do Areia é responsável por mais de 30% da capacidade de geração da companhia.
A oferta pública foi encerrada no dia 14 de agosto de 2023, com a venda de 549 milhões de ações ordinárias, sendo 319.285.000 do Paraná e 229.886.000 ações emitidas pela própria empresa, com a abertura de um lote suplementar. A negociação atingiu o montante de R$ 5,1 bilhões, dos quais R$ 3,1 bilhões ficaram com o governo do Paraná.
Com isso, o governo do Paraná teve sua participação nas ações com direito de voto reduzida de 69,66% para cerca de 32,32%, de modo que a Copel deixou de ser sociedade de economia mista e se tornou uma corporação privada. O governo estadual disse que utilizaria o dinheiro arrecadado em obras de habitação, educação, infraestrutura urbana e rodoviária e sustentabilidade.

Em 06 de setembro de 2023, a empresa comunicou que concluiu a oferta de um lote suplementar de 72.821.650 ações, de forma que o total da oferta pública de distribuição foi de 246.256.841 ações ordinárias de emissão da Companhia (oferta primária) e 375.735.809 ações de titularidade do Estado do Paraná (oferta secundária), no montante total de R$ 5,131 bilhões. Com isso, o Estado do Paraná passou a deter 27,57% das ações ordinárias da Copel.